# Manegold von Neuenburg
Manegold von Neuenburg (mort le 12 juillet 1303 à Wurtzbourg) est évêque de Bamberg de 1285 à 1286 et de Wurtzbourg de 1287 à sa mort.

## Biographie
Manegold von Neuenburg vient d'une famille noble de Franconie originaire de Burglauer.
Le 17 mai 1285, après la mort de son prédécesseur, Berthold de Linange, il est élu évêque de Bamberg. Manegold voyage vers Rome, probablement pour recevoir la consécration épiscopale. Mais il fait demi-tour pour des raisons inconnues.
En 1287, il est élu évêque de Wurtzbourg. Le diocèse reçoit alors de nouvelles acquisitions : Adelheid, la veuve de Hermann II von Henneberg, vend le château de Thüngen. De Konrad von Wildberg, qui n'a pas d'héritier, il reçoit la moitié du château de Wildberg (près de Bad Königshofen im Grabfeld) et une partie des terres seigneuriales. En 1300, il acquiert le château et les terres de Zabelstein (de).
Durant l'été 1298, des persécutions sanglantes, partant de Würzburg et s'étendant dans toute la Franconie, ont lieu contre les Juifs.
Il meurt comme évêque de Würzburg le 12 juillet 1303. Lorenz Fries (de) et Johann Octavian Salver établissent son tombeau dans la cathédrale. Le cœur de Manegold von Neuenburg repose à l'abbaye d'Ebrach.

## Source, notes et références
- (de) Cet article est partiellement ou en totalité issu de l’article de Wikipédia en allemand intitulé « Manegold von Neuenburg » (voir la liste des auteurs).